# Triệu Quân Dụng
Triệu Quân Dụng (chữ Hán: 赵君用; 1319-1359) là một thủ lĩnh quân Hồng Cân Hoài Bắc (Trung Quốc) thời Nguyên mạt.
Triệu Quân Dụng nguyên tên viết là 赵均用, sau mới đổi thành 赵君用, gốc người Tiêu huyện, An Huy. Năm 1351, đầu quân theo quân Chi Ma Lý, tham gia công phá Từ Châu. Năm 1352, quân Nguyên đánh Từ Châu, giết chết Chi Ma Lý. Triệu Quân Dụng cùng Bành Đại tập hợp tàn quân chuyển hướng đánh Hào Châu (nay thuộc huyện Phượng Dương, An Huy), hợp quân với Quách Tử Hưng. Không lâu sau, tiếp tục dẫn quân công kích Tứ Châu (nay thuộc huyện Tứ Hồng, Giang Tô), rồi Hu Dị. Năm 1356, dẫn quân công kích Hoài An, gây dựng được thanh thế lớn.
Năm 1357, Triệu Quân Dụng Tự Xưng là Vĩnh Nghĩa Vương Hoàng Đế, tuy nhiên sau đó thì Hoài An thất thủ, Triệu Quân Dụng phải trốn chạy về Ích Đô nương nhờ Mao Quý. Tuy nhiên, năm 1359, do Triệu Quân Dụng giết con của Mao Quý, nên bộ tướng Mao Quý đưa quân Liêu Dương về Ích Đô, giết chết Triệu Quân Dụng.Niên Hiệu Cuối Đời Đại Tống Vĩnh Nghĩa Vương Hoàng Đế.